# Phytoecia nigricornis
Phytoecia nigricornis је врста инсекта из реда тврдокрилаца (Coleoptera) и породице стрижибуба (Cerambycidae). Сврстана је у потпородицу Lamiinae.

## Распрострањеност и станиште
Врста је распрострањена на подручју Европе, Кавказа и Русије. У Србији се среће спорадично, уз руб шуме или на шумским ливадама.

## Опис
Тело, глава, пронотум, елитрони и ноге су црне боје. На глави и пронотуму су усправне светле длаке, а на пронотуму и три уздужне беложућкасте томентиране врпце. Пронотум је код мужјака цилиндричан, а код женке благо кугласт. Скутелум и бок стернума су бело томентирани. На покрилцима и са доње стране тела су светлосиве, беложућкасте длачице. Врх елитрона је попречно одсечен, спољни угао код мужјака је шиљат, а код женке заобљен. Дужина тела је од 7 до 12 mm.

## Биологија
Животни циклус траје годину дана.Ларве се развијају у стаблима и корену биљке домаћина, а одрасле јединке се налазе на самим биљкама. Врсте које се јављају као биљка домаћин: хризантеме (Chrysanthemum spp.), пелин (Artemisia spp.) и друге. Одрасле јединке се срећу од маја до јула.

## Галерија
- одрасла јединка
- одрасла јединка са стране
- одрасла јединка

## Синоними
- Cerambyx cylindricus Linnaeus, 1758
- Cerambyx cinereus DeGeer, 1775
- Leptura fuliginosa Scopoli, 1786